# خانه سوداگر اوز
خانه سوداگر اوز مربوط به دوره قاجار است و در اوز، کوچه حمام سوداگر اوز، پلاک ۹۷۲۸ واقع شده و این اثر در تاریخ ۱۹ مرداد ۱۳۸۴ با شمارهٔ ثبت ۱۲۷۴۲ به‌عنوان یکی از آثار ملی ایران به ثبت رسیده است.